# Helmer Strandberg
Helmer Strandberg (* 1905; † unbekannt) war ein schwedischer Radrennfahrer.

## Sportliche Laufbahn
Strandberg siegte 1928 in der heimischen Schweden-Rundfahrt vor Einar Aspman. 1927 wurde er Zweiter in der Mälaren Runt hinter Erik Bohlin und belegte den 6. Rang im Rennen der Amateure bei den UCI-Straßen-Weltmeisterschaften. Er startete für den Verein IFK Enskede.